# Стефан Геренски
Стефан Славов Геренски (Рибата) е бивш български футболист, вратар. 
Геренски е играл за Победа (София) (1941 – 1944), Металик (София) (1945 – 1948), Септември при ЦДВ (1948), ЦСКА (1949 – 1954), ВВС (София) (1955) и Дунав (1956). Има 114 шампионатни мача (70 за ЦСКА – 62 в А група, 24 за ВВС и 20 за Дунав). С отбора на ЦСКА е четирикратен шампион на България през 1948, 1951, 1952 и 1954 и двукратен носител на Купата на Съветската армия през 1951 и 1954 г. Има 5 мача за А националния отбор (1948-1953) - 2 официални и 3 приятелски и 7 мача за Б националния отбор. 
След приключване на футболната си кариера известно време е треньор. Почива на 15 март 2008 г.